# Vincebus Eruptum
A Vincebus Eruptum a Blue Cheer 1968-as debütáló nagylemeze. Nagy kereskedelmi sikert ért el, 11. lett a Billboard 200 listán. Sokan az első heavy metal albumnak tartják.
Szerepel az 1001 lemez, amit hallanod kell, mielőtt meghalsz című könyvben.

## Dalok
|    | Cím                | Szerző(k)                     | Hossz |
| -- | ------------------ | ----------------------------- | ----- |
| 1. | Summertime Blues   | Eddie Cochran, Jerry Capehart | 3:47  |
| 2. | Rock Me Baby       | B. B. King, Joe Josesa        | 4:22  |
| 3. | Doctor Please      | Dickie Peterson               | 7:53  |
| 4. | Out of Focus       | Dickie Peterson               | 3:58  |
| 5. | Parchman Farm      | Mose Allison                  | 5:49  |
| 6. | Second Time Around | Dickie Peterson               | 6:17  |

| 7. | All Night Long | Ralph Kellogg | 2:06 |

## Közreműködők

### Zenészek
- Dickie Peterson – ének, basszusgitár
- Leigh Stephens – gitár
- Paul Whaley – dobok

### Produkció
- Abe "Voco" Kesh – producer
- John MacQuarrie – hangmérnök
- John Van Hamersveld – fényképek